# Gospel

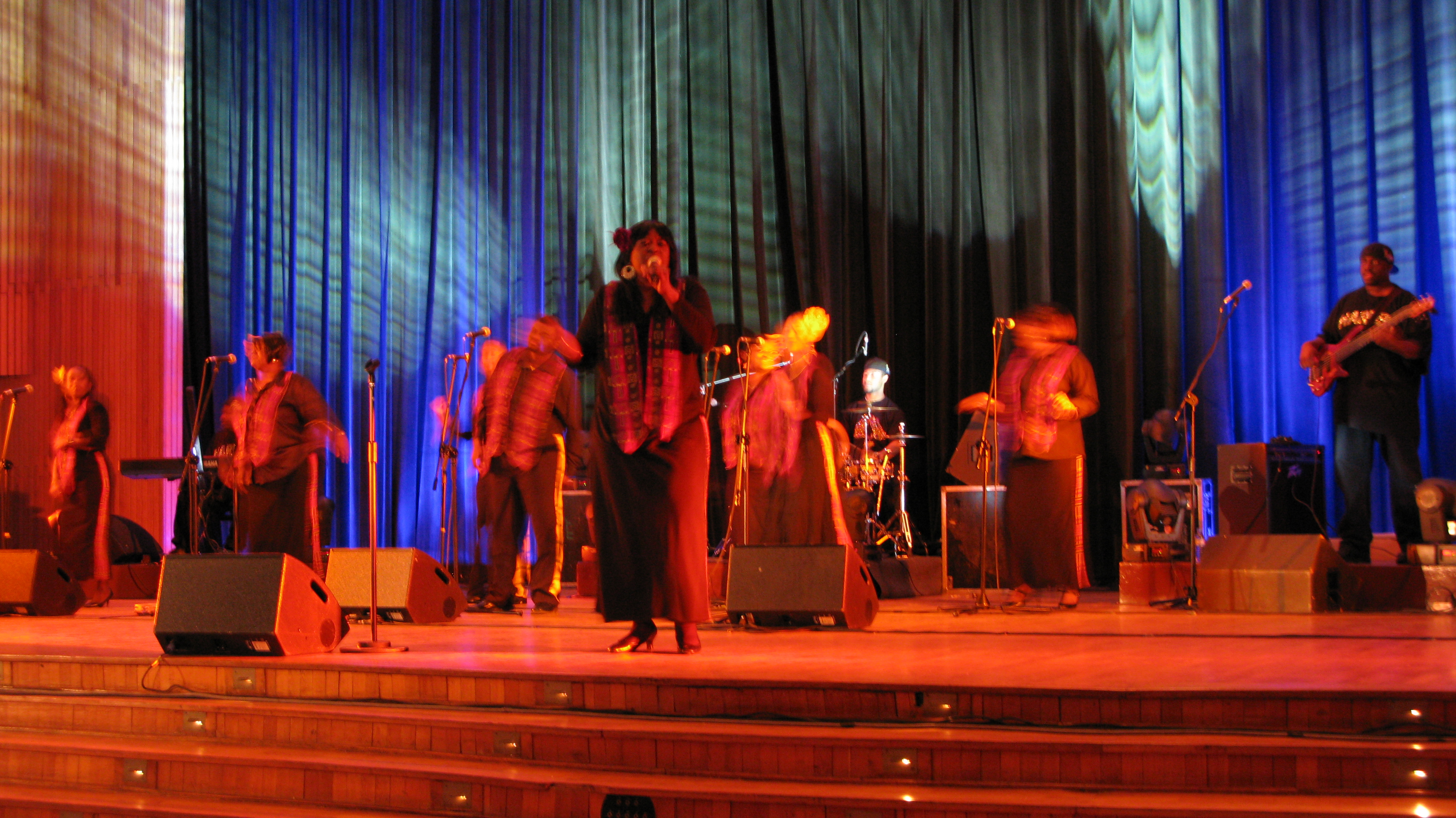
Koncert Harlem Gospel Choir w Toruniu w grudniu 2008

Gospel (gospels) – rodzaj chrześcijańskiej muzyki obrzędowej (sakralnej), mającej swój początek w XIX-wiecznej kulturze czarnoskórych mieszkańców Stanów Zjednoczonych Ameryki. Muzyka ta charakteryzuje się silną rolą rytmu, a teksty mają charakter chrześcijański.
Pochodząca z jęz. staroangielskiego nazwa gospel (pochodząca od połączenia słów God i spell) oznacza dobrą nowinę (ewangelię) o zbawieniu w Jezusie Chrystusie. Gospel jako gatunek muzyczny wiąże się ściśle z negro spirituals i często jest wspólnie określany jako spiritual & gospel. Z gatunkiem są też mocno powiązane jazz, blues czy R’n’B.
Sam gospel rozwija się w rozmaitych nurtach, od konserwatywnych po awangardowe, podejmowany przez kolejne pokolenia chrześcijan na całym świecie. Obecnie współistnieją obok siebie zarówno klasyczny gospel, jak i jego nowoczesne odmiany, m.in. praise & worship.
W Polsce jednym z najstarszych chórów tego typu muzyki jest Gospel Joy z Poznania, Kraków Gospel Choir oraz Sienna Gospel Choir i Soul Connection Gospel Group z Warszawy. Co roku organizowanych jest kilkanaście warsztatów gospel w całym kraju m.in. w Krakowie, Warszawie, Poznaniu, Toruniu, Wrocławiu, Bydgoszczy, Lublinie, Kluczborku, Stargardzie, Szczecinie, Cieszynie, Bochni oraz Łodzi, a także w Wałbrzychu, Przemyślu, Sieprawiu i Skawinie. Odbywają się także festiwale muzyki gospel m.in. Festiwal 7xGospel w Krakowie, Festiwal Wiosna Gospel w Lublinie,  Festiwal GospeLOVE Lato w Bochni czy Gospel Camp Meeting Osiek.